# هرتز (گروه موسیقی)
هرتز (به انگلیسی: Hurts) یک گروه دو نفرهٔ سینث‌پاپ بریتانیایی است که در سال ۲۰۰۹ شکل گرفت.

دو آلبوم اول گروه، خوشحالی و تبعید، هر دو جزو ده آلبوم برتر جداول بریتانیا، آلمان، اتریش، سوئیس، لهستان و فنلاند بودند.

## ترانه‌شناسی

### آلبوم‌ها
- خوشحالی (۲۰۱۰)
- تبعید (۲۰۱۳)
- تسلیم (۲۰۱۵)